# إدغار كايزر جونيور
إدغار كايزر جونيور (بالإنجليزية: Edgar Kaiser)‏ هو خبير مالي أمريكي، ولد في 5 يوليو 1942 في بورتلاند في الولايات المتحدة، وتوفي في 11 يناير 2012 في كندا.